# 3799 Новгород
3799 Новгород (енгл. 3799 Novgorod) је астероид главног астероидног појаса са пречником од приближно 19,2 .
Афел астероида је на удаљености од 3,612 астрономских јединица (АЈ) од Сунца, а перихел на 2,687 АЈ.
Ексцентрицитет орбите износи 0,146, инклинација (нагиб) орбите у односу на раван еклиптике 1,350 степени, а орбитални период износи 2041,777 дана (5,590 година).
Апсолутна магнитуда астероида је 11,7 а геометријски албедо 0,100.
Астероид је 22. септембра 1979. године открио совјетски астроном Николај Черњих, а добио је име по руском граду Великом Новогорду.